# 西山浩司
西山 浩司（にしやま こうじ、1961年1月10日 - ）は、日本の俳優・タレント。イモ欽トリオのメンバー。香川県高松市生まれ。東京都立練馬高等学校卒業。駒澤大学経営学部中退。佐藤企画所属。身長160cm 体重56kg。

## 来歴・人物
出生地は愛媛県上浮穴郡久万町（現・久万高原町）。父は四国電力の社員だった。妹がいる。父の仕事の関係で転勤、転居が多く、幼稚園の頃は東京都世田谷区に住んでいたが、小学校入学直前に高松市へ転居。中学3年生の頃に再び東京へ戻り杉並区へ転居。練馬高校1年生の時に今度は父が松山市へ転勤となったが、本人だけは叔父の家に居候となる形で東京に残る。
中学時代はバドミントン部で活躍。入学した練馬高校にバドミントン部がなかったことから、高校の同級生だった元厚生労働大臣の長妻昭と共にバドミントン部を立ち上げた。
中学1年の頃、日本テレビ「スター誕生!」の公開放送が当時住んでいた高松市に来たことで同番組の「欽ちゃんと遊ぼうコーナー」に出演、5週連続チャンピオンとなる。その後高校2年生の時に萩本欽一に弟子入りし、萩本宅で構成作家集団のパジャマ党らと共に共同生活を送り、欽ちゃんファミリー入りした。
1981年「欽ドン!良い子悪い子普通の子」のワルオ役でブレイクし、同年、ヨシオ役の山口良一、フツオ役の長江健次とユニット名「イモ欽トリオ」を結成した。当時流行のテクノを取り入れたシングル「ハイスクールララバイ」をリリースし、大ヒットとなった。1985年には、ソロ歌手としてアルバム「RUSH」をリリースしている。
1986年から「太陽にほえろ!」に太宰準（愛称はDJ）役として出演した。番組終了のためわずか3カ月の出演で、療養中だった石原裕次郎との共演も最終回のみであったが、後番組の「太陽にほえろ!PART2」、「ジャングル」にも引き続き出演した。
2012年「西山浩司ワルオバンド」を結成し、「音楽と笑いの融合」をテーマに、東京・香川・愛知でのライブを行った。
2014年から、時折「イモ欽トリオ」名義でライブを行っている。2015年、「ハイスクールララバイ」を作詞した松本隆の、作詞家活動45周年記念コンサートに出演した。

## 家族
夫人は女優の吉内里美（旧名・西宮香織）で、娘は体操選手でマッスルミュージカルにも出演した市川千尋。
芸能活動の傍ら、夫婦で飲食店「小料理Bar皆月」を14年間経営していた。

## スポーツマンNo.1決定戦
デビュー当時より優れた運動神経を活かして芸能人運動会などで活躍を見せていた。特にTBS『スポーツマンNo.1決定戦』では初出場で総合2位の活躍を見せ、出場7回の常連となった。なかでも瞬発力とスピードを伴う種目での活躍に定評があり、BEACH FLAGSでは4度の決勝進出を果たすも種目別No.1には手が届かなかった。40歳を迎えてからは「不惑のスプリンター」のキャプションが番組内でつけられるようになる。
第4回芸能人サバイバルバトル（1998年10月2日放送）
BEACH FLAGSでは初出場で決勝進出を果たし、ケイン・コスギ相手に挑んだ決勝では立ち上がりでリードしていたが、ダイブする瞬間に逆転されNo.1を逃す。MONSTER BOXは記録なしに終わるも、QUICK MUSCLEは71回で4位タイ、DASHとLOG相撲で準決勝進出、SHOT-GUN-TOUCHでは1回目で10m80cm、2回目で10m90cmと申告距離を成功させ、山口達也との2位争いの末、10P差で総合2位入賞を果たした。
第5回芸能人サバイバルバトル（1999年3月26日放送）
BEACH FLAGSでは前回敗れたケインにリベンジを果たすも、決勝で池谷直樹との鍔迫り合いの末に両者旗を見失い、先に池谷が旗を獲得し2大会連続の種目別2位。これには思わず悔し涙を流した。前回記録なしのMONSTER BOXは12段の記録を残し、QUICK MUSCLEも81回で自己記録更新。TAIL IMPOSSIBLEは第3レース進出。暫定総合4位で迎えた今大会唯一のパワー系種目WORK OUT GUYSで時間切れ失格に終わり、唯一のパワー系種目ということもあって、ポイントが2倍になっており、当種目開始前に暫定総合8位の宮下直紀と9位だった冨家規政に逆転され総合8位で脱落。
第6回芸能人サバイバルバトル（2000年3月24日放送）
BEACH FLAGSは準決勝でケインに敗れ、初めて決勝進出を逃した。MONSTER BOXでは自己記録を4段更新する16段をマーク。POWER FORCEは1回戦で池谷に善戦するも敗退。暫定総合5位で迎え、前回失格に終わったWORK OUT GUYSでは3分49秒90と辛うじて記録は残すも、全選手中最下位に終わったことで、またも宮下に逆転され総合7位で脱落。
第8回大会芸能人サバイバルバトル（2001年3月23日放送）
不惑を迎えての出場。BEACH FLAGSでは右腕一本で旗を獲得する老練の業で3回戦でケイン、準々決勝で坂口憲二に勝利し準決勝進出。準決勝は左脇のポジションでスタートし、立ち上がりで出遅れた池谷が、西山の背後から右腕を掴み進行を妨害する行為が見られ、池谷が旗を獲得したものの審議の結果反則により失格。これにより西山は自動的に決勝進出を果たすも、左肩を脱臼し決勝を棄権（結果、正規で旗を獲得した照英が繰り上がりでNo.1となった）。WORK OUT GUYS以降の全ての種目を棄権し、本大会で出場した種目は1種目のみとなった。
第9回大会芸能人サバイバルバトル（2002年3月23日放送）
BURN OUT GUYSは1分27秒88で10位。BEACH FLAGSは照英、ジェームス岡田の前に敗れ準決勝敗退。MONSTER BOXでは自己新記録の17段を1回で成功させた。QUICK MUSCLEで92回の記録を残し自己記録を更新するも、ハイレベルな大会により10人中8位。ETERNAL JUMPは408回で4位に君臨するも、TAIL IMPOSSIBLE第1レース敗退が響き、暫定総合6位の中村繁之に5P届かず、総合7位で脱落。
第10回大会芸能人サバイバルバトル（2002年9月27日放送）
BURN OUT GUYSは6位。POWER FORCEは1回戦で野村将希に敗れた。前回記録17段のMONSTER BOXが記録14段に終わってしまい、QUICK MUSCLEで初の100回超えを果たすが、TAIL IMPOSSIBLEで第1レース敗退が響き総合9位で脱落。
第11回芸能人サバイバルバトル（2003年3月31日放送）
最期の出場となった第11回ではBEACH FLAGSで通算4度目の決勝進出を決めるも、決勝でなかやまきんに君に敗れ、またしても種目別No.1を逃した。MONSTER BOXで16段、QUICK MUSCLEは自己記録タイの111回の活躍により、TAIL IMPOSSIBLE終了時点で野村将希と並ぶ225Pで暫定総合6位タイ。番組史上初となる7人がファイナル進出を果たし最終順位は7位。
芸能人サバイバルバトル
| 大会       | 放送日        | 総合順位 |
| ---------- | ------------- | -------- |
| 第4回大会  | 1998年10月2日 | 2位      |
| 第5回大会  | 1999年3月26日 | 8位      |
| 第6回大会  | 2000年3月24日 | 7位      |
| 第8回大会  | 2001年3月23日 | 途中棄権 |
| 第9回大会  | 2002年3月23日 | 7位      |
| 第10回大会 | 2002年9月27日 | 9位      |
| 第11回大会 | 2003年3月31日 | 7位      |

## 出演

### テレビドラマ
- 欽ちゃんの「ちゃーんと考えてみてネ!!」（1980年 - 1981年、NTV）
- はまなすの花が咲いたら（1981年 - 1982年、TBS）
- 土曜グランド劇場 あんちゃん（1982年 - 1983年、NTV）
- 俺たちの熱い風（1984年、NTV）
- ただいま絶好調!（1985年、ANB / 石原プロ） - 若原剛志 役
- 月曜ドラマランド 熱血100%刑事!（1985年、CX） - 西刑事 役
- 木曜ドラマストリート（CX）
  - 一日だけの殺し屋（1986年）
  - 殺し屋にラブソングを（1986年）
  - あぶない課外授業 少女が知った父の秘密（1986年）
- 太陽にほえろ!（1986年8月8日 - 11月14日、NTV / 東宝） - 太宰準 役
- 太陽にほえろ! PART2（1986年11月28日 - 1987年2月20日、NTV / 東宝） - 太宰準 役
- ジャングル / NEWジャングル（1987年 - 1988年、NTV / 東宝） - 九条有希 役
- まんが道・青春編（1987年、NHK銀河テレビ小説） - 永田竹丸 役
- 東芝日曜劇場 とん子の休日（1988年）
- 隠密・奥の細道（1988年10月14日 - 1989年3月31日、TX） - 河合曽良 役
- ドラマ23「あぶないマドンナたち」（1989年、TBS）
- 妻をめとらば（1989年、TX）
- 月曜ドラマスペシャル（TBS）
  - 社長さんは脱獄囚（1989年）
  - 私を騎手にして（1990年）
- 名奉行 遠山の金さん（ANB / 東映）
  - 第2シリーズ 第23話「江戸ゆきさん殺人事件」（1989年11月23日） - 安吉 役
  - 第4シリーズ
    - 第4話「占いを信じた女」（1991年11月28日） - 矢吉 役
    - 第24話「百両の夢!殺しの美人くらべ」（1992年6月11日） - 伊之助 役

  - 第6シリーズ 第4話「米騒動、殺しの尼僧」（1994年7月7日） - 長次 役
  - 金さんVS女ねずみ 第4話「狆が見た密室殺人」（1998年5月2日） - 弥五郎 役
- 三匹が斬る（テレビ朝日系）
  - 続続・三匹が斬る! 第10話「怪盗ムツゴロウ、祭囃子を聞いて死ね!」（1990年3月15日） - 南井藩主・久秋 役
  - また又・三匹が斬る! 第15話「お立会い!煮ても焼いても食えぬ奴」（1991年8月29日） - 文吉 役
- あいつがトラブル　第6話（1990年、CX）
- ザ・刑事 第2話「謎の共犯者・走れB級デカ!」（1990年、ANB / 東宝） - 芳賀 役
- 八百八町夢日記（NTV / ユニオン映画）
  - 第1シリーズ 第24話「道楽息子の涙」（1990年） - 幸吉 役
  - 第2シリーズ 第6話「神様が憎い!」（1991年） - 国松 役
- 花も実もある（1990年、NHK総合）
- 月曜・女のサスペンス（TX）
  - 「霧の岬」（1990年）
  - 「八丈富士・殺意の地下森林」（1991年） - 小川栄一 役
- 銭形平次 第1シリーズ 第2話「茶室の殺人」（1991年、CX）
- 代表取締役刑事 第34話（1991年、ANB）
- 人形佐七捕物帳 凶悪けものを追え!（1992年、TX）
- 半七捕物帳（1992年10月 - 1993年3月、NTV） - 庄太 役
- ララバイ刑事'93　第15話（1993年9月、ANB）
- 江戸の用心棒 第1話（SP）「汝懐妊われ覚えあり」（1994年、NTV）
- 暴れん坊将軍シリーズ（ANB / 東映）
  - 暴れん坊将軍VI 第9話「お婆よ泣くな江戸の雪」（1994年） - 留吉 役
  - 暴れん坊将軍VII 第5話「卯之吉の死神退治」（1996年） - 長太 役
- お助け信兵衛人情子守唄（1995年、NTV） - 末吉 役
- 水戸黄門 （TBS / C.A.L）
  - 第24部 第10話「盗まれた三葉葵の印籠・高知」（1995年11月20日） - 伊太郎 役
  - 第27部 第27話「恩を返した風来坊・松井田」（1999年9月20日） - 空っ風の半次 役
  - 第28部 第7話「あっ! 印籠がない・袋井」（2000年4月24日） - 忠助
  - 第33部 第14話「命を賭けたお調子者 -米子-」（2004年7月26日） - 捨松 役
  - 第43部 第16話「ニセ印籠で村を救え!・館山」（2011年11月7日） - 小助 役
- 土曜ワイド劇場（ANB / EX）
  - 京都妖怪地図 嵯峨野に生きた900歳の美人能面師（1993年）
  - はみだし弁護士・巽志郎(6)（2002年8月17日）
  - 拘置所の女医（2011年）
  - タクシードライバーの推理日誌(29)（2011年7月2日）
- 火曜サスペンス劇場（NTV）
  - 検事霧島三郎(3)（1996年）
  - 検事霧島三郎(4)（1997年）
  - 検事霧島三郎(5)（1998年）
  - 検事霧島三郎(7)（1999年）
- 女と愛とミステリー / 検事・近松茂道(3) 銀山温泉の殺人報告（2004年、TX）
- 金曜プレステージ / 浅見光彦シリーズ(36) 鐘（2010年、CX） - 大原刑事 役
- 仮面ライダーオーズ/OOO（2011年、EX） - ブロンズ金融社長 役
- 警視庁捜査一課9係 season8　第4話（2013年7月31日、EX） - 脇谷武俊 役
- 水曜ミステリー9 / 嫌われ監察官 音無一六〜警察内部調査の鬼〜3（2016年2月24日、TX） - 水守義昭 役

### バラエティ・情報番組
- とんねるずの生でダラダラいかせて!! (日本テレビ)
- ラスタとんねるず　(1994年・フジテレビ)　ジャイアント将棋に出演
- 最強の男は誰だ!壮絶筋肉バトル!!スポーツマンNo.1決定戦（TBS）
- 黄金筋肉（TBS）
- 埼玉ドライブナビゲーション（2004年10月〜2007年9月・テレビ埼玉）
- カミングアウトバラエティ 秘密のケンミンSHOW（2007年11月・YTV）
- レディス4（2010年5月20日・TX）－妻の吉内里美と出演
- クイズ!脳ベルSHOW（週間チャンピョン優勝）

### CM
- カプリソーネ（江崎グリコ）
- トニックシャンプー（サンスター）
- 三幸ハウジング

## ディスコグラフィ
※　イモ欽トリオは、イモ欽トリオ#ディスコグラフィを参照。

### シングル
| 発売日                                       | 面                                           | タイトル                                             | 作詞                                         | 作曲                                         | 編曲                                         | 規格                                         | 規格品番                                     |
| フォーライフレコード                         | フォーライフレコード                         | フォーライフレコード                                 | フォーライフレコード                         | フォーライフレコード                         | フォーライフレコード                         | フォーライフレコード                         | フォーライフレコード                         |
| ニックじゃがあず（西山浩司・小柳みゆき）名義 | ニックじゃがあず（西山浩司・小柳みゆき）名義 | ニックじゃがあず（西山浩司・小柳みゆき）名義         | ニックじゃがあず（西山浩司・小柳みゆき）名義 | ニックじゃがあず（西山浩司・小柳みゆき）名義 | ニックじゃがあず（西山浩司・小柳みゆき）名義 | ニックじゃがあず（西山浩司・小柳みゆき）名義 | ニックじゃがあず（西山浩司・小柳みゆき）名義 |
| -------------------------------------------- | -------------------------------------------- | ---------------------------------------------------- | -------------------------------------------- | -------------------------------------------- | -------------------------------------------- | -------------------------------------------- | -------------------------------------------- |
| 1982年9月                                    | A                                            | ヨロシク原宿                                         | 松本隆                                       | 筒美京平                                     | 後藤次利                                     | EP                                           | 7K-74                                        |
| 1982年9月                                    | B1                                           | ヨロシク原宿カラオケ（西山君とのデュエット用）       | -                                            | 筒美京平                                     | 後藤次利                                     | EP                                           | 7K-74                                        |
| 1982年9月                                    | B2                                           | ヨロシク原宿カラオケ（みゆきちゃんとのデュエット用） |                                              | 筒美京平                                     | 後藤次利                                     | EP                                           | 7K-74                                        |

### アルバム
| 発売日        | タイトル | レーベル             | 規格 | 規格品番 |
| ------------- | -------- | -------------------- | ---- | -------- |
| 1985年7月21日 | RUSH     | フォーライフレコード | LP   | 28K-93   |